# Myxicola
Genre
Myxicola est un genre de vers annélides polychètes marins de la famille des Sabellidae. 

## Liste d'espèces
Selon World Register of Marine Species (18 octobre 2019) :
- Myxicola aesthetica Claparède, 1870
- Myxicola fauveli Potts, 1928
- Myxicola infundibulum Montagu, 1808
- Myxicola nana Capa & Murray, 2015
- Myxicola ommatophora Grube, 1878
- Myxicola sarsi Krøyer, 1856
- Myxicola sulcata Ehlers, 1912
- Myxicola violacea Langerhans, 1884

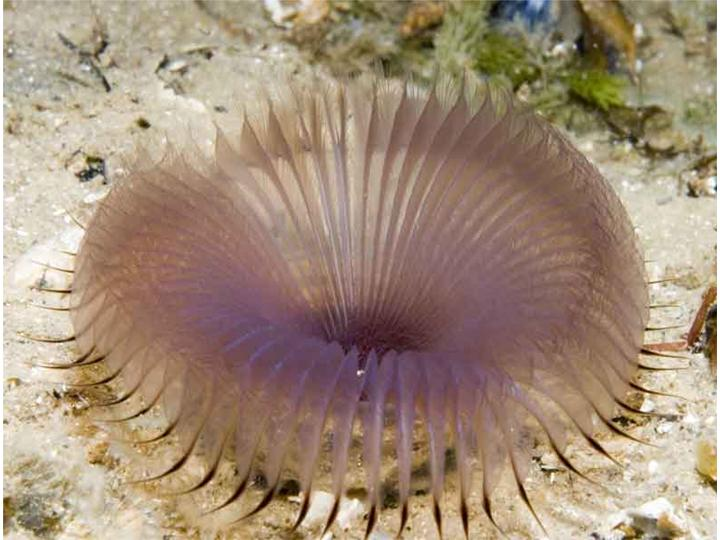
Myxicola infundibulum.
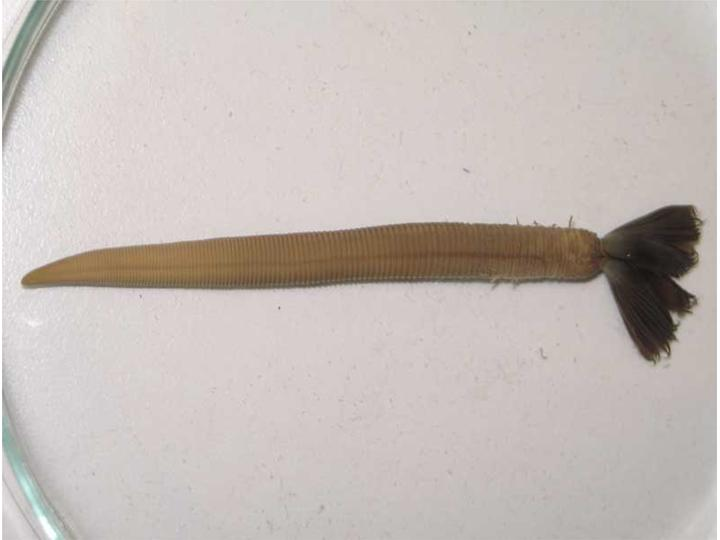
Myxicola infundibulum.